# Methodist Church of Great Britain

Die Wesleys Chapel, eine methodistische Kirche in London um 1910

Die Methodist Church in Britain (früher auch häufiger Methodist Church of Great Britain) ist eine methodistische Kirche, zu der Gemeinden in England, Schottland und Wales sowie auf den Kanalinseln, Malta und in Gibraltar gehören.

## Geschichte
Die Brüder John und Charles Wesley und George Whitefield begründeten zwischen 1729 und 1735 nach einer persönlichen Bekehrung eine enthusiastische Erweckungsbewegung innerhalb der anglikanischen Kirche, die Einflüsse des Puritanismus, des Pietismus und der Herrnhuter Brüdergemeine aufnahm. In Großbritannien stieg die Mitgliederzahl der als Methodisten bezeichneten Kirchen nach John Wesleys Tod stark an; so gehörten ihnen 1821 rund 215.000 Mitglieder, 1861 ca. 513.000 Mitglieder und 1906 etwa 800.000 Mitglieder an. Aufgrund organisatorischer und politischer Konflikte kam es ab 1797 zu einer Vielzahl von Abspaltungen von der Original Connexion, dem methodistischen Mainstream. Die 1797 entstandene New Connexion blieb stets relativ klein (1851 rund 17.000 Mitglieder in 300 Gemeinden) und schloss sich 1907 mit den United Methodist Free Churches und den Bible Christians zur United Methodist Church zusammen. Die von Hugh Bourne und William Clowes 1807/1812 begründeten Primitive Methodists hatten in Regionen, die vom Strukturwandel der industriellen Revolution geprägt waren, wie Durham, Staffordshire, Derbyshire, Norfolk oder dem Norden von Wiltshire, ihren Schwerpunkt.
Die Methodist Church in Britain entstand 1932 durch den Zusammenschluss der Original Connexion, der Primitive Methodists und der (britischen) United Methodist Church und umfasste so das Gros der britischen Methodisten. Im Jahr 2013 zählte sie etwa 209.000 Vollmitglieder (und rund 800.000 Personen mit aktiver Beziehung zur Kirche) in rund 6.100 Gemeinden. Die Ordination von Frauen wird seit 1974 praktiziert. Die Segnung gleichgeschlechtlicher Paare wurde diskutiert und von der Konferenz 2006 zunächst abgelehnt. 2013 wurde die Diskussion jedoch erneut geöffnet und eine Arbeitsgruppe eingesetzt, die 2014 einen Zwischenbericht vorlegte. Im Juli 2019 ermöglichte die Konferenz die kirchliche Trauung gleichgeschlechtlicher Ehepaare.

## Konferenz
Die Methodist Conference ist das gesetzgebende Gremium der Kirche. Die Konferenz findet jährlich im Juni oder Juli statt. Die Präsidentschaft der Konferenz ist das höchste Amt in der Kirche und wird nur für ein Jahr ausgeübt. Kontinuität wird durch den Sekretär der Konferenz gewährleistet.

## Ökumene
Die Methodist Church gehört zahlreichen Organisationen der Ökumene an, beispielsweise dem Ökumenischen Rat der Kirchen und dem Weltrat methodistischer Kirchen. Auf europäischer Ebene arbeitet sie im (Europäischen Rat methodistischer Kirchen), der Gemeinschaft Evangelischer Kirchen in Europa und der Konferenz Europäischer Kirchen mit, ebenfalls in Churches Together in Britain and Ireland.
Ein Fusionsplan mit der Church of England scheiterte an wenigen Stimmen 1972 in der anglikanischen Generalsynode. 2003 haben die beiden Kirchen jedoch einen Bund (Covenant) geschlossen, der sie zu einer engeren Gemeinschaft führen soll.